# Glénan-Inseln
Die Glénan-Inseln bzw. Glénaninseln  (französisch Îles de Glénan oder Archipel des Glénan, kurz auch les Glénan, bretonisch Inizi Glenan) sind eine atlantische Inselgruppe im Département Finistère in der Bretagne in Frankreich.

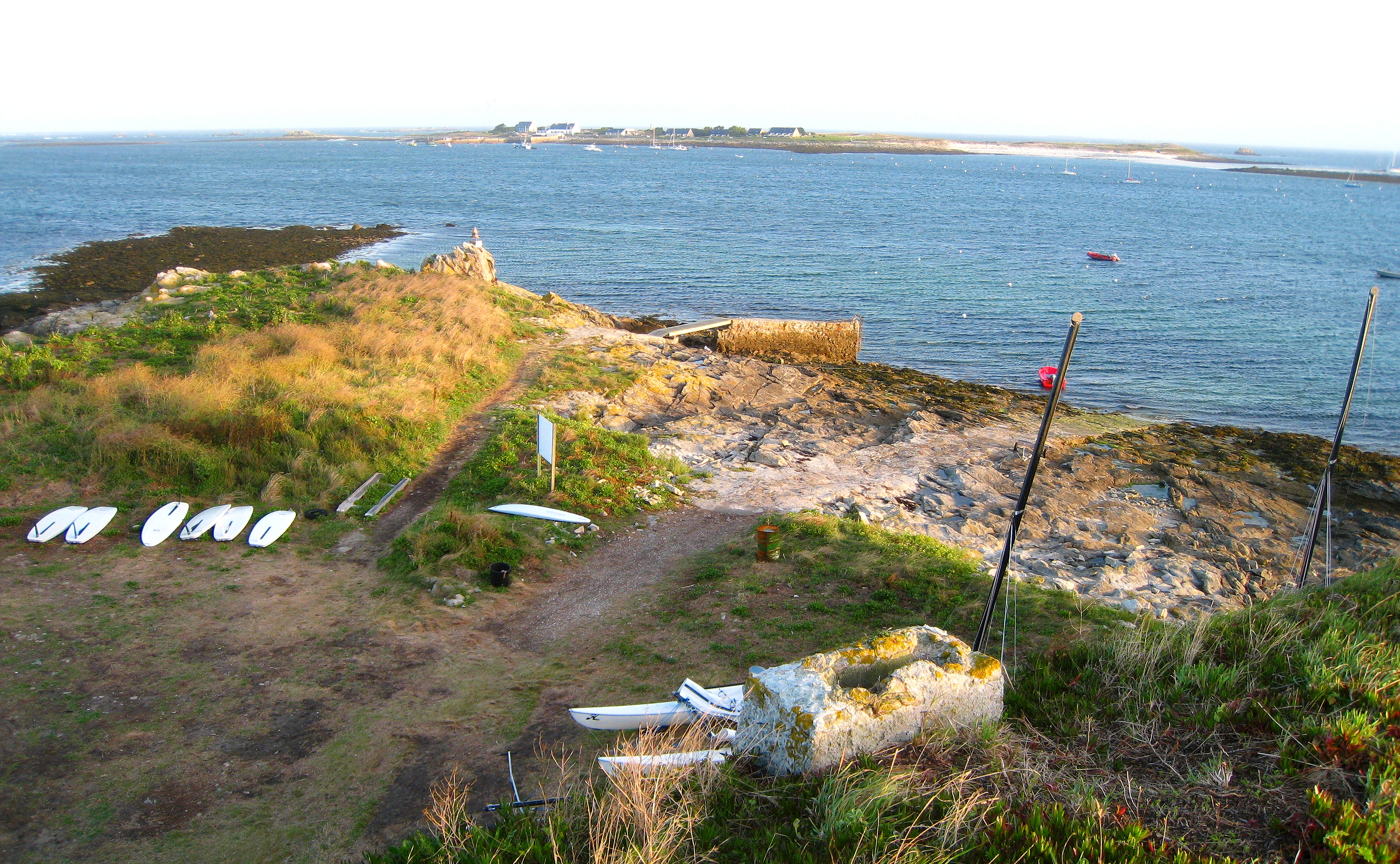
Île Cigogne mit Booten von Les Glénans, Blick auf la Chambre und Saint-Nicolas

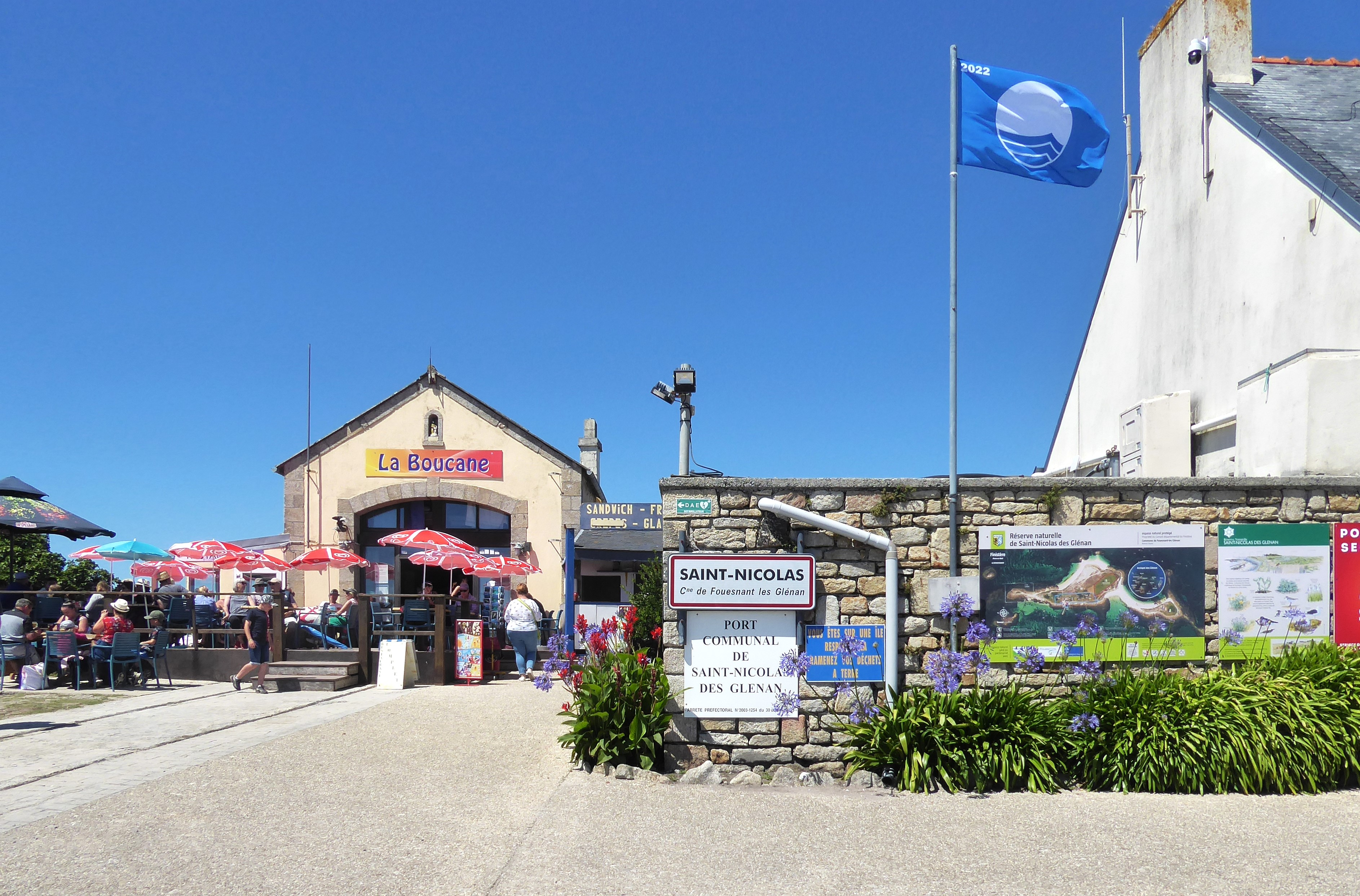
Ortseingangsschild der Gemeinde Fouesnant auf Saint-Nicolas

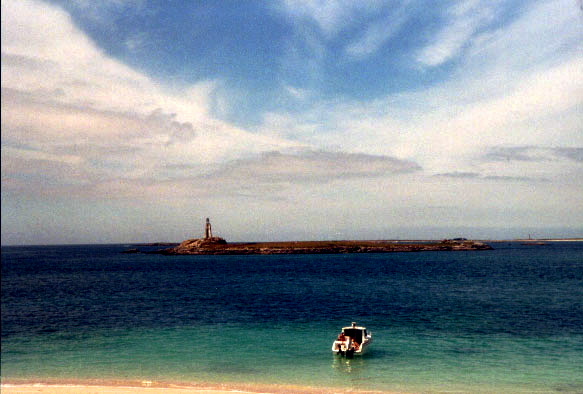
Blick von Penfret auf Gueotec

## Lage
Die Inseln befinden sich etwa zehn Seemeilen (18,5 km) südlich des Ortes Fouesnant auf dem bretonischen Festland (Verwaltungssitz) und bestehen aus neun Inseln und über einem Dutzend kleinen Eilanden. Die Hauptinsel ist Saint-Nicolas. Die weiteren Inseln sind Bananec, Brilimec, Brunec (mit dem Dolmen), Cigogne, Drenec (nicht zu verwechseln mit der Insel Drénec im Golf von Morbihan), du Loch, Guiautec (auch Guéotec genannt), Penfret und Quignénec.

## Weitere Informationen
Auf den Glénan-Inseln wurden die berühmte französische Segelschule Les Glénans, die hier noch heute ihren größten Stützpunkt hat und unter anderem das Fort Cigogne nutzt, und die Tauchschule Centre International de Plongée des Glénan (französisch für: Internationale Tauchbasis der Glénaninseln), gegründet.
Die Glénan-Inseln sind Schauplatz der Romane Eine ganz andere Geschichte des schwedischen Schriftstellers Håkan Nesser und Bretonische Brandung des deutschen Schriftstellers Jean-Luc Bannalec.